# Tasto turbo

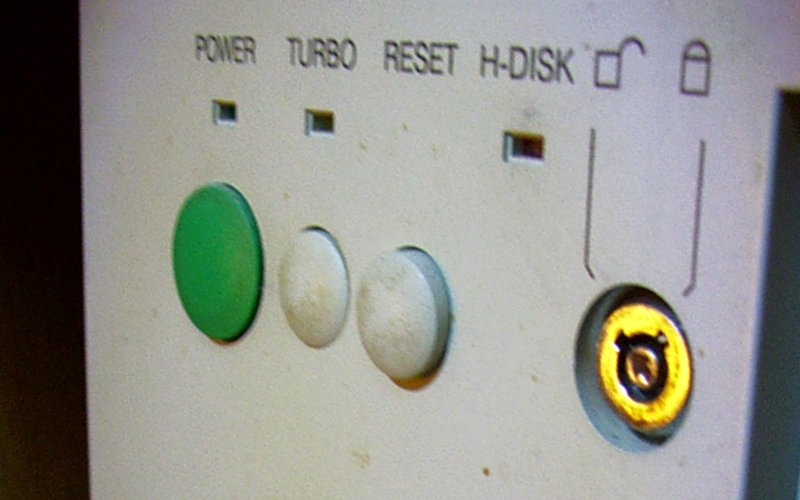
Tasti sul case di un computer comprendenti il tasto turbo

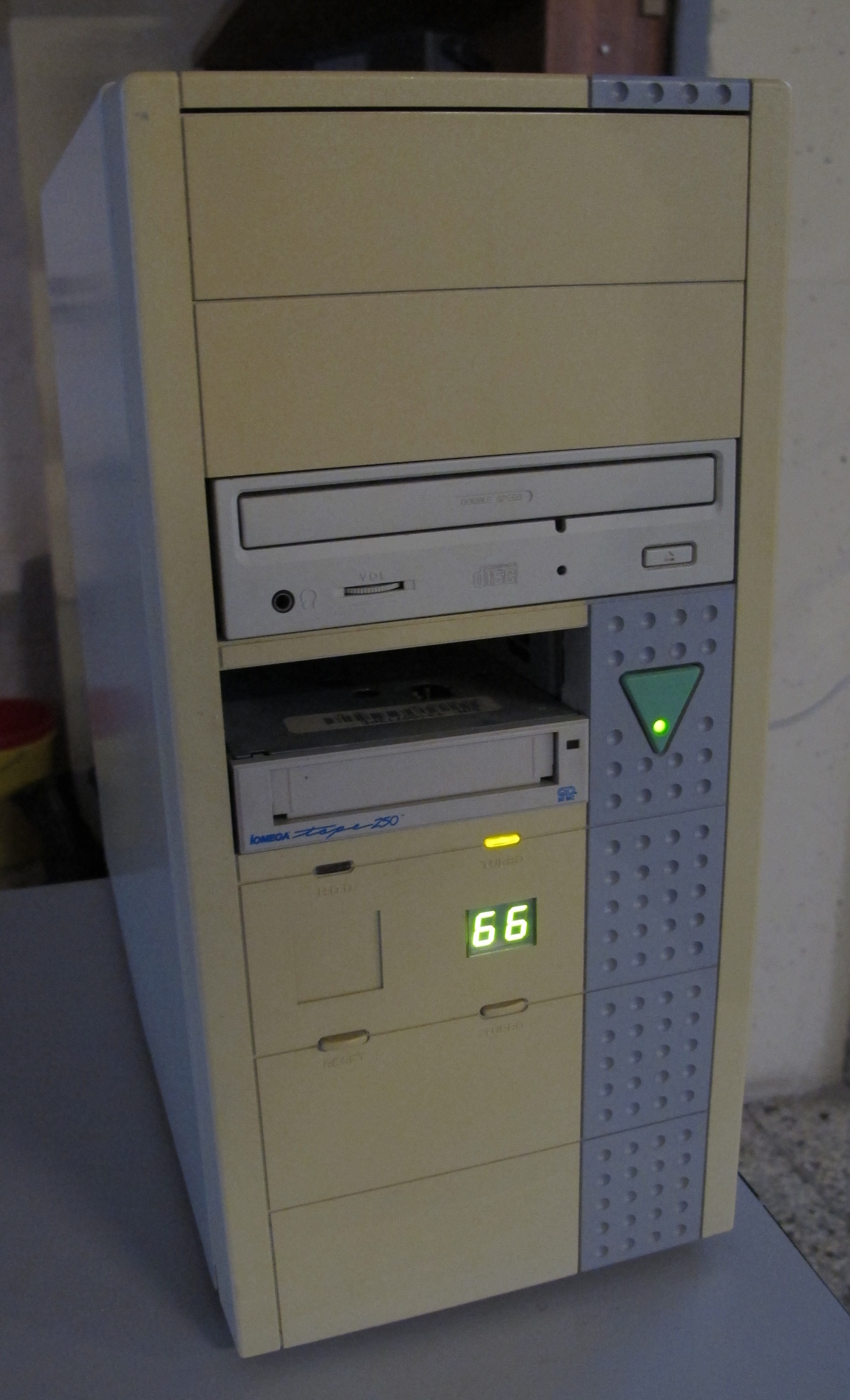
LED che mostra la frequenza della CPU, in MHz, di un computer con Intel 80486. Il tasto turbo è quello piccolo a destra, mentre quello a sinistra è il reset che ancora esiste sui computer del 2022; il tasto triangolare è quello per l'accensione.

Nei computer IBM compatibili, il tasto turbo permette di selezionare due modalità: la velocità normale predefinita o la velocità ridotta "turbo". Era presente comunemente nei computer dotati di microprocessori Intel 80286, Intel 80386 e Intel 80486, fra la metà degli anni ottanta e novanta del XX secolo. Il nome si ispirava al turbocompressore, un dispositivo utilizzato nei motori per aumentarne la potenza e l'efficienza. A differenza di quanto suggeriva il nome, il tasto "turbo" era inteso per diminuire la velocità di funzionamento del computer rispetto a quella per la quale era stato progettato.

## Scopo
Con l'introduzione di CPU che funzionavano a velocità superiori rispetto all'originale Intel 8088 a 4,77 MHz utilizzato nel PC IBM, i programmi che utilizzavano la frequenza della CPU per la temporizzazione, venivano eseguiti a velocità superiore rispetto a quella voluta. In particolare, i giochi diventavano spesso inutilizzabili. Per fornire una certa forma di compatibilità, venne introdotto il tasto "turbo". Disattivando la modalità turbo, il sistema veniva rallentato ad uno stato compatibile con gli originali microprocessori 8086/8088.

## Selettore della modalità
In alcuni sistemi il tasto turbo era connesso ad un LED o a un display a due cifre posto sul case, anche se, quasi in ogni caso, la frequenza indicata (in MHz) non era la misura della velocità di clock del microprocessore ma dai valori "fast" e "slow" impostati mediante jumper sulla scheda madre (o su una scheda di espansione collegata al tasto o ancora, sui computer più recenti, regolabile dal BIOS.
Alcuni sistemi permettevano di utilizzare le combinazioni di tastiera Ctrl-Alt-+ e Ctrl-Alt-- per attivare e disattivare la modalità turbo; ITT Xtra utilizzava le combinazioni Ctrl-Alt-?.
Alcune tastiere erano dotate di un tasto turbo posizionato accanto al tasto maiuscolo destro. A differenza del tasto turbo comunemente presente sul case del computer, il tasto turbo sulla tastiera non controllava la velocità di clock della CPU ma la velocità di ripetizione dei tasti.

## Utilizzo
Questa funzione era relativamente comune nei sistemi basati su CPU dal 286 al 486, e più raramente sulla prima generazione di computer dotati di CPU Pentium di prima generazione. Il display indicante i MHz generalmente venne eliminato o modificato in modo da mostrare semplicemente "HI/LO" quando le velocità delle CPU superarono i 100 MHz dal momento che la maggior parte dei sistemi erano dotati di display a sole due cifre.
Dal momento che i computer diventavano sempre più veloci e con una grande varietà di possibili velocità, diventò impossibile per i programmi basarsi su una velocità di funzionamento specifica. Dal momento che i programmi cominciarono ad utilizzare altri metodi per la temporizzazione, il turbo diventò pressoché inutile per i nuovi programmi.

## Implementazioni software
Poiché l'implementazione hardware sui sistemi più recenti venne eliminata, gli sviluppatori software crearono delle alternative software. Un esempio è presente in DOSBox che permette di modificare la velocità di emulazione. I PC moderni dotati della gestione dell'energia mediante ACPI, possono fornire dei controlli mediante software per modificare gli stati di funzionamento o altre modalità di modifica della velocità di funzionamento della CPU. Si usa per risparmiare energia o per evitare il surriscaldamento della CPU piuttosto che per questioni di compatibilità software dal momento che le applicazioni moderne utilizzano il real-time clock invece che il clock della CPU.